# Leonard Maltin
Leonard Maltin, född 18 december 1950 i New York City, New York, är en amerikansk filmhistoriker och filmkritiker. Han är mest känd för sin årligen uppdaterade bok, Leonard Maltin's Movie Guide.

## Biografi
Maltin föddes i New York som son till sångerskan Jacqueline och juristen Aaron Isaac. Han är gift med Alice Tlusty och har en dotter född 1986.
Han växte upp i Teaneck, New Jersey och började som tonåring skriva för publikationen Classic Images och grundade ett eget fanzine, Film Fan Monthly. Han tog examen i journalistik från New York University och har skrivit om film för en rad olika tidningar, bland annat som filmkritiker för tidningen Playboy.
Leonard Maltin's Movie Guide utkom första gången 1969 och har utkommit i uppdaterade utgåvor årligen sedan 1987. 2005 utgavs en syskonvolym, Leonard Maltin's Classic Movie Guide med filmer från 1960 och tidigare, för att få plats med fler nya filmer i den ordinarie boken. Han har också skrivit en rad andra böcker.
Sedan 1982 recenserar han även film för TV-programmet Entertainment Tonight. Han har även varit värd för andra program i TV och radio. Han har också tagit initiativet till utgivningen av DVD-serien Walt Disney Treasures.
Han undervisar vid School of Cinematic Arts vid University of Southern California.
Maltin har medverkat som sig själv i ett par filmer, bland annat Gremlins 2 och Forgotten Silver. Han förekommer också som rollfigur i South Park-avsnittet Mecha-Streisand.